# Jacques-Barthélemy Micheli du Crest

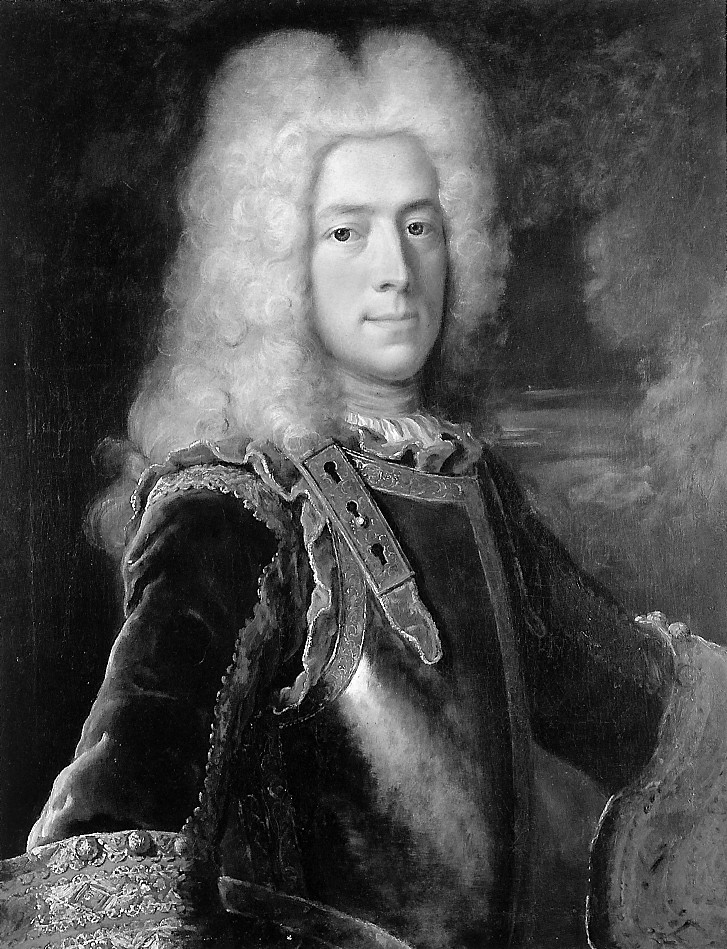
Jacques-Barthélemy Micheli du Crest

Jacques-Barthélemy Micheli du Crest (* 28. September 1690 in Genf; † 29. März 1766 in Zofingen) war ein Genfer Politiker, Physiker, Kartograf und Geodät.

## Leben
Die Familie Micheli stammte ursprünglich aus Lucca in Italien. Seit Mitte des 16. Jahrhunderts besass die Familie die Herrschaft Crest bei Jussy GE, nach der sie sich Micheli du Crest nannte. In dieses aristokratische Umfeld wurde 1690 Jacques-Barthélemy geboren. Schon im Alter von dreiundzwanzig Jahren wurde er Hauptmann einer Kompanie im Dienst des französischen Königs. Er tat sich dort im Festungsbau und als Ingenieur hervor.

### Genf

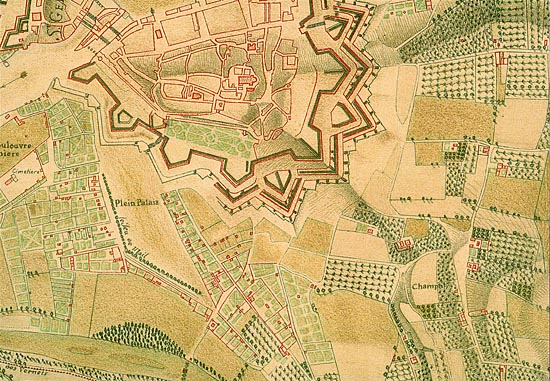
Stadtplan "Geneva civitas", 1725/26 von Micheli du Crest gezeichnet

1721 wurde Micheli du Crest in den Rat der Zweihundert, das damalige Parlament der Republik Genf gewählt. Seiner Ausbildung entsprechend befasste er sich besonders mit der Sicherheitspolitik Genfs, die eben daran war, einen Befestigungsring um die Stadt zu ziehen. Ein Stadtplan mit dem Titel Geneva civitas, den Micheli du Crest zwischen 1725 und 1726 zeichnete, kam da gerade recht. Die Planer der Stadtbefestigung gingen jedoch nach Ansicht von Micheli du Crest wenig fachmännisch an die Arbeit, so dass er sich 1728 zu heftiger und unnachgiebiger Kritik der Befestigungmethoden veranlasst sah. Damit war er zu weit gegangen; er wurde 1730 aus dem Rat ausgeschlossen und seine Güter konfisziert. Selbst seine Rechte als Bürger der Stadt wurden ihm entzogen. Micheli du Crest wehrte sich mit verschiedenen Schriften, die er drucken und verteilen liess. Darin formulierte er aufgeklärte, ja demokratische Gedanken, was ihm zwar viele Anhänger, aber unter den Regierenden ebenso viele Feinde einbrachte. Ein Aufstand drohte 1734 auszubrechen. Micheli du Crest floh nach Frankreich, um dem Tod durch Enthaupten zu entgehen. Das Urteil wurde 1735 symbolisch in effigie vollzogen.

### Flucht und Exil
Damit begannen Jahre der Flucht. Nach erneutem kurzem Militärdienst in Frankreich liess er sich in Paris nieder, wo er sich wissenschaftlichen Studien widmete. Sein Hauptaugenmerk galt der Weiterentwicklung des Thermometers. Er korrespondierte zu diesem Zweck mit Gelehrten wie René-Antoine Ferchault de Réaumur und Pierre-Louis Moreau de Maupertuis. Da er gleichzeitig weiterhin politische Rechtfertigungsschriften verfasste, verlor er die Unterstützung seiner französischen Freunde. Die Jahre 1744 bis 1746 verbrachte er auf der Suche nach Hilfe in Zürich, Bern, wiederum Zürich, Basel, Strassburg und Neuenburg. An diesem letzten Zufluchtsort wurde er, krank und erschöpft, verhaftet und vorläufig im Berner Inselspital untergebracht.

### Aarburg
Mit zwanzig Jahren Festungshaft (1746–1766) gilt Micheli du Crest als der am längsten eingekerkerte politische Gefangene in der Geschichte der Schweiz. Eine erste Haftperiode trat er auf der Festung Aarburg an, doch wurde er auf sein Ersuchen und unter strengen Auflagen nach wenigen Monaten wieder ins Inselspital zurückverlegt. Im Juli 1749 wurde indessen die Verschwörung des Hauptmanns Samuel Henzi und zweier Mitstreiter gegen die Berner Obrigkeit aufgedeckt. In diesem Zusammenhang fiel auch der Name Micheli du Crests. Während die drei Rädelsführer umgehend hingerichtet wurden, kam Micheli du Crest als politischer Gefangener auf Lebenszeit erneut auf die Festung Aarburg.

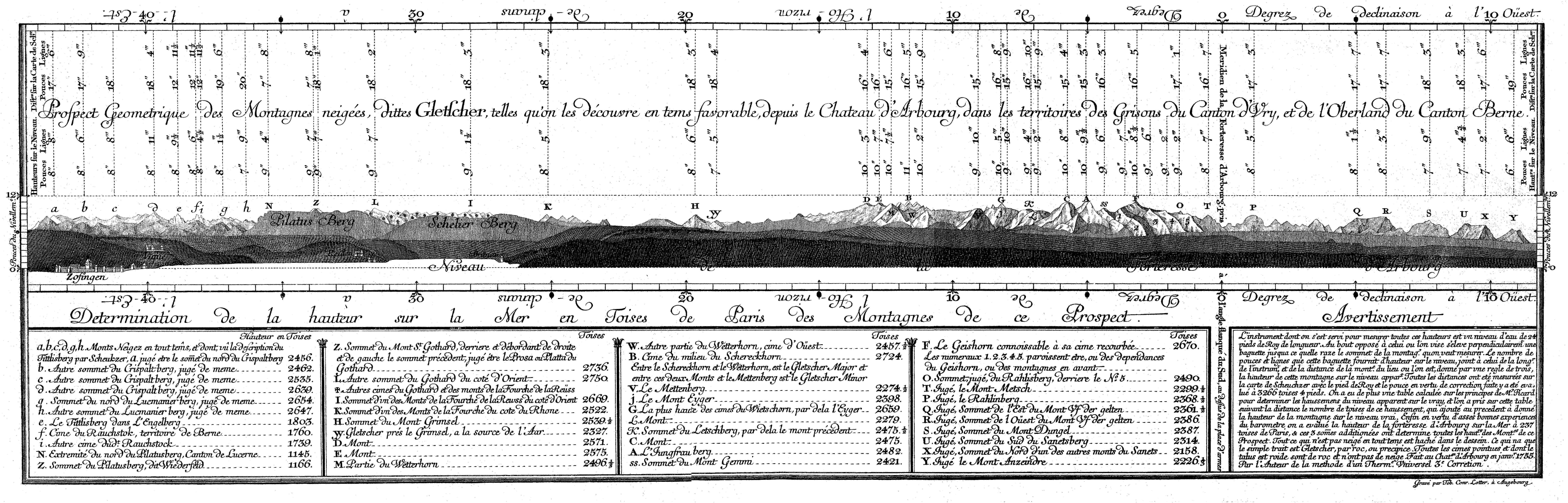
Prospect géométrique des montagnes neigées (1755)

Während seiner zweiten Haft auf der Aarburg befasste er sich zu Beginn erneut mit barometrischen Messungen. Schon bald dehnte er sein Interesse auf Fragen der Landesvermessung aus, für die er ein weitsichtiges Konzept erarbeitete. Er sah aber bald ein, dass er infolge seiner Situation nicht in der Lage sein würde, dieses auch umzusetzen. Daher verlegte er sich zwischen 1754 und 1755 auf die Zeichnung des Alpenpanoramas von der Aarburg aus. Besondere Probleme boten ihm als Gefangenem die Distanz- und Höhenmessung sowie die Identifikation (Namensbestimmung) der Berge. Er nahm die damals aktuelle Karte der Schweiz von Johann Jakob Scheuchzer zu Hilfe und liess sich auf dem Korrespondenzweg mit wenig Erfolg von Albrecht von Haller beraten. Das Panorama liess er unter dem Titel Prospect géométrique des montagnes neigées (frei übersetzt: «Geometrische Ansicht der Schneeberge») 1755 in Augsburg von Tobias Conrad Lotter in Kupfer stechen.
Aus den letzten Jahren von Micheli du Crests Gefangenschaft sind keine weiteren wissenschaftlichen Arbeiten mehr bekannt, da er unter einem besonders strengen Festungskommandanten zu leiden hatte. 1765 beschloss der Grosse Rat von Bern den kranken Micheli wegen mangelnder Hafterstehungsfähigkeit ins Berner Inselspital zu verlegen. Für eine lange Reise zu stark geschwächt, wurde er im Februar 1766 ins nahe Zofingen gefahren, wo er unter Bewachung ärztlich gepflegt wurde und wo er kurz darauf starb.

## Würdigung
Micheli du Crest war in mancherlei Hinsicht ein Pionier. Auf politischem Gebiet waren es sicher seine aufklärerischen und demokratischen Ansichten, die erst ein halbes Jahrhundert später im Zuge der Französischen Revolution verwirklicht wurden. Auf geodätischem Gebiet war sein Konzept für eine Landesvermessung der Schweiz dem Lauf der Geschichte rund hundert Jahre voraus. Sein Alpenpanorama gilt als das erste wissenschaftliche Gebirgspanorama überhaupt.

## Werke
- Prospect géométrique des montagnes neigées [Kartenmaterial]. Augsburg: Lotter, 1755.
- Kenneth Goodwin, Guillaume Poisson, Gabriella Silvestrini et Richard Whatmore (Hrsg.): Discours en forme de lettres sur le gouvernement de Genève (1735) (= Travaux sur la Suisse des Lumières Textes. Nr. 3). Slatkine, Genève 2011, ISBN 978-2-05-102168-5.